# Madonna: Innocence Lost
Madonna: Innocence Lost (bra: Madonna – Inocência Perdida) é um filme de drama norte-americano de 1994 dirigido por Bradford May e escrito por Michael J. Murray. O filme é estrelado por Terumi Matthews, Wendie Malick, Jeff Yagher, Diana Leblanc, Dean Stockwell e Nigel Bennett. O filme estreou na Fox em 29 de novembro de 1994.

## Elenco
- Terumi Matthews como Madonna
- Wendie Malick como Camille Barbone
- Jeff Yagher como Paul
- Diana Leblanc como Ruth Novak
- Dean Stockwell como Tony Ciccone
- Nigel Bennett como Bennett
- Dominique Briand como Toussant
- Don Francks como Jerome Kirkland
- Tom Melissis como Stu
- Christian Vidosa como Emmerich
- Rod Wilson como Mitch Roth
- Dino Bellisario como Brad Raines
- Gil Filar como o irmão de Madonna
- Maia Filar como Madonna aos 10 anos
- Diego Fuentes como Salvador
- Matthew Godfrey como Peter Barbone
- Ephraim Hylton como Thom Hillman
- Evon Murphy como Bette Ciccone
- Jenny Parsons como Madonna Sr.
- Cynthia Preston como Jude O'Mally
- Chandra West como Kelsey Lee
- Jeff Woods como Flynn